# Anadara tuberculosa
Anadara tuberculosa – gatunek morskiego, osiadłego małża z rodziny arkowatych (Arcidae).
Muszla o wymiarach: długość 5,6 cm, wysokość 4,2 cm, średnica 4,0 cm. Odżywia się planktonem.
Występuje od Zatoki Kalifornijskiej po Peru.